# Dorothea Kolland
Dorothea Kolland (* 31. Oktober 1947 in Selb; geborene Keupp) ist eine deutsche Musikwissenschaftlerin. Von 1981 bis 2012 war sie Leiterin des Kulturamtes des Berliner Bezirks Neukölln.

## Leben
Kolland besuchte in Selb die Oberrealschule und lebte bis zu ihrem Abitur in Thierstein (Fichtelgebirge), wo ihr Vater bis 1975 Gemeindepfarrer war. Der Psychologe Heiner Keupp ist ihr Bruder. Heute lebt Kolland gemeinsam mit Hubert Kolland in Berlin und hat zwei Kinder.

### Studium
Ab 1967 studierte Kolland Sologesang bei Marianne Schech an der Hochschule für Musik und Theater München und Musikwissenschaft bei Thrasybulos Georgiades an der Universität München, neben Italianistik, Soziologie und Evangelischer Theologie. 1969 bis 1970 verbrachte sie an der Università degli Studi di Firenze bei Howard M. Brown und setzte ihr Studium an der TU Berlin bei Carl Dahlhaus, Michael Nerlich und Wolf Lepenies fort und promovierte dort 1978 über „Die Jugendmusikbewegung: ‚Gemeinschaftsmusik’ – Theorie und Praxis“.

### Berufliche Tätigkeiten
Während ihres Studiums übersetzte Kolland MGG-Artikel aus dem Italienischen, war journalistisch tätig und assistierte György Ligeti von 1972 bis 1973 bei der Ausarbeitung von Kompositionen und seinen Kompositionsverhandlungen. Ihre musikwissenschaftlichen Themenschwerpunkte sind unter anderem Berliner Musikgeschichte, Anfänge des Musiktheaters, Musikpädagogik, Arbeitermusikbewegung, Hanns Eisler, Musik im und gegen den Nationalsozialismus.
1978 wurde sie Bildungsreferentin bei der Bundesvereinigung Kulturelle Jugendbildung an der Akademie Remscheid und führte unter anderem die Projekte „Jahr des Kindes“ und „Kinderkulturwochen“ durch.
Von 1981 bis 2012 war sie Leiterin des Kulturamts Neukölln. In ihre Amtszeit fallen die die Reinstitutionalisierung, Wiedereröffnung bzw. Ausweitung von Kultureinrichtungen der Galerie im Körnerpark, des Museum Neukölln, dem Gemeinschaftshaus in der Gropiusstadt oder dem Saalbau Neukölln. 2001 kam das Kulturhaus "Alte Dorfschule Rudow" dazu.
Daneben gelang die Ansiedlung von unabhängigen Kulturinstitutionen wie der Neuköllner Oper, das Passage-Kino und das Puppentheater-Museum und der "Werkstatt des Wissens" des Comenius-Gartens. Sie initiierte das Forschungsprojekt "Widerstand in Neukölln" (1983), das mit der Einrichtung des Gedenk-Terminals im Rathaus Neukölln seinen vorläufigen Abschluss fand.
Sie initiiert, organisiert und leitet verschiedene Projekte und Ausstellungen. Kolland hat zur Unterstützung verschiedener Projekte gemeinsam mit anderen neuköllner Initiativen die Gründung des Kulturnetzwerk Neukölln e. V. sowie der Bürgerstiftung Neukölln initiiert.
Unter der Leitung von Kolland beteiligte sich das Kulturamt Neukölln mehrfach an internationalen Kulturaustauschen und Städtepartnerschaften wie „Buenos Aires – Berlin“ (2004), Prag, Paris, Lyon, St. Petersburg, Toronto, Brasilien. 2008 erreichte sie durch ihre Bewerbungsinitiative, dass Neukölln am Europarats-Projekt INTERCULTURAL CITIES teilnimmt.
Im Rahmen ihrer Mitgliedschaft im Rat für die Künste Berlin initiierte sie die Offensive Kulturelle Bildung (2007) und entwickelte die Modelle "Patenschaften" und "Fonds kulturelle Bildung". Sie ist Mitglied im Landesbeirat Kulturelle Bildung.

### Ehrungen
Am 22. Juli 1997 erhielt sie Bundesverdienstkreuz am Bande.

## Mitgliedschaften
- Jury-Mitglied im Hauptstadtkulturfonds (2000–2004)
- Vorstandsmitglied der Kulturpolitischen Gesellschaft (2000–2015), Schwerpunkt: Interkulturelle Kulturarbeit des Verbandes[2]
- Rat für die Künste (bis 2010)
- Bürgerstiftung Neukölln (Vorstand)
- Kulturnetzwerk Neukölln (Vorstand)
- Landesbeirat Kulturelle Bildung

## Projekte
- "Kiez international" (seit 1982)
- "Widerstand in Neukölln" (1983)
- 175 Jahre Turnplatz im Volkspark Hasenheide (1985)
- "Pollicino", Oper von Hans Werner Henze (1986)
- "Dem Kelch zuliebe Exulant - 250 Jahre Böhmen in Neukölln" (1987)
- "Ein Bild, ein Buch, ein Eselsohr - eine Ausstellung für Kinder" (1988)
- "10 Brüder waren wir gewesen - jüdisches Leben in Neukölln" (1988)
- "Rixdorfer Musen, Neinsager & Caprifischer - Musik- und Theatergeschichte aus Neukölln" (1990)
- "Heiratest Du wirklich Hasan Schmidt?" (Musical, 1990)
- "Mädchen in Sicht - eine Mädchenausstellung" (1991)
- "Himmel, Hölle, Gummitwist - Geschichte des Berliner Kinderspiels" (1993)
- "Immer wieder Fremde – Neuköllner Kirchengeschichte" (1994)
- "48 Stunden Neukölln" (seit 1998); 2008 mit dem Kulturpreis der Kulturpolitischen Gesellschaft ausgezeichnet
- Entwicklung des interkulturellen Projekts "Gute Töchter – Gute Söhne. Von Missverständnissen des Zusammenlebens" (2002) und des Projekts "19 Freiheiten"
- Projekte zur Stadtentwicklung und Kultur wie das "Pilotprojekt Gropiusstadt" und die "Areale" mit Kunstaktionen wie das "Grüne Hochhaus", das "Salatfeld", die "Werkstatt für Veränderung", "Areale","Okkupation", "Space Thinks" und die mittlerweile zur Institution gewordene "Längste Kaffeetafel" in der Gropiusstadt.
- "Récup – vom Abfall dieser Welt. Ein Kunstprojekt zwischen Neukölln und Afrika" (2007)
- Kulturentwicklungsplan Neukölln (2009), (www.kultur.neukoelln.de)
- 650 Jahre Rixdorf - Neukölln (2010), dazu zahlreiche Projekte, u. a. den Comic "Weltreiche erblühten und fielen. 650 Jahre Rixdorf - Neukölln" und "Weltbürger" (Dokumentation)
- Künstler - Schüler - Workshops zur Sanierung der Karl-Marx-Straße (seit 2009), Dokumentation 2010 in "Querstraße" (Kulturamt Neukölln)

## Publikationen
- Die Jugendmusikbewegung. "Gemeinschaftsmusik" - Theorie und Praxis. Stuttgart 1979
- Stadtentdeckungsreise und Musikbaumgerassel. Erfahrungen, Ergebnisse und Perspektiven der Kinderkulturarbeit. Regensburg 1981
- Kulturarbeit mit ausländischen Kindern und Jugendlichen. Modelle, Projekte und Erfahrungen (gemeinsam mit H. Bockhorst). Remscheid 1981
- ...Zehn Brüder waren wir gewesen... Spuren jüdischen Lebens in Neukölln. Berlin 1988
- Rixdorfer Musen, Neinsager und Caprifischer. Musik- und Theatergeschichte aus Rixdorf und Neukölln. Ed. Hentrich, Berlin 1990
- Immer wieder Fremde. Kirchengeschichte zwischen Herrschaftstreue, Glaubensanspruch und Menschlichkeit. Berlin 1994
- FrontPuppenTheater. Puppentheater im Kriegsgeschehen. Elefanten Press, Berlin 1997
- Terra Incognita? Stadtbilder Neuköllns. Kramer, Berlin 1999
- Zwischen Skylla Multikultur und Charybdis Leitkultur. In: Kulturpolitische Mitteilungen 91, Bonn 2000
- Die Karl-Marx-Straße. Kramer, Berlin 2001
- Der lange Weg zur Stadt. Die Gropiusstadt im Umbruch. Kramer, Berlin 2002
- Aus dem Keller aufs Dach. Amt für Kultur und Bibliotheken, Neukölln 2006
- „Kiez international“ in der „Contact Zone“: Interkulturelle Konzepte in Berlin-Neukölln. In Jahrbuch für Kulturpolitik, Essen 2002/2003
- Dealing with values:'Good Sons, good Daughters - Misunderstandings in Community life', in: Yudihishthir Raj Isar (Hrsg.): inclusive europe, Budapest 2005
- Kulturelle Vielfalt: Diversität und Differenz. In: Jahrbuch für Kulturpolitik, Essen 2006
- Eine vergessene Dimension: Die Banlieues von Europa. In: Jahrbuch für Kulturpolitik, Essen 2007
- Die „Neuköllner Leitlinien“: Interkulturelle Kulturarbeit in Berlin-Neukölln, in: Institut für Kulturpolitik (Hrsg.): Beheimatung durch Kultur. Kulturorte als Lernorte interkultureller Kompetenz. Essen 2007
- Die sinnlichen Menschen vernünftig machen. Dorothea Kolland denkt nach über das Bildungspotential von Kunst und den daraus resultierenden Verantwortlichkeiten. In: Tanz-Journal 5 - 2007. Friedrich Verlag*
- Immigrants in Berlin, in: J.A.Williams (Hrsg.) Berlin since the wall's end. Cambridge 2008
- In die Geschichte einblenden. Geschichte, divers erzählt. Jahrbuch für Kulturpolitik 2009. Thema: Erinnerungskulturen und Geschichtspolitik. Essen 2009
- Weltreiche erblühten und fielen. 650 Jahre Rixdorf - Neukölln. Comic. Zusammen mit Anna Faroqhi (2010)
- Vom Problembezirk zum Kunstquartier. Kulturarbeit in Neukölln. In: Volke, Kristina (Hg.) Intervention Kultur. Von der Kraft kulturellen Handelns. Wiesbaden 2010